# Tarawa Sud
Tarawa Sud (en anglès South Tarawa i, oficialment, Teinainano Urban Council, abreujat TUC) és la capital de la República de Kiribati, situada a l'illot de Biketawa a l'atol de Tarawa. Teinainano és un mot gilbertès que significa "la part de sota del pal", en al·lusió a la forma de vela de l'atol.
El nucli de població de Tarawa Sud està format per un reguitzell de petites illes que van des de Bairiki, a l'oest, fins a Temaiku/Bonriki a l'est. Tots aquests illots, abans separats, ara estan units per ponts i a la pràctica formen un illot allargassat que tanca pel sud la llacuna de Tarawa. També hi ha un pont relativament nou, anomenat el Pont Japonès (the Japanese Causeway), que uneix Tarawa Sud amb l'illot de Betio.
Tarawa Sud té diversos nuclis. Políticament, Bairiki ha estat considerada la capital de Kiribati, ja que hostatjava el Parlament (ara a Ambo) i la Presidència. Ambo, doncs, és actualment la seu del poder legislatiu, i Betio del judicial. Els ministeris estan repartits per aquestes localitats i també per l'illa de Kiritimati, a les illes de la Línia.
Betio i Bairiki tenen port, i Bonriki un aeroport internacional. A Tarawa Sud hi ha un campus de la Universitat del Pacífic Sud i la seu de la diòcesi catòlica i de l'Església Protestant de Kiribati (congregacional).